# یو تاکاهاشی (بازیگر)
یو تاکاهاشی (انگلیسی: Yu Takahashi; ۱۹ ژانویهٔ ۱۹۹۱ –) بازیگر، و مدل (شخص) اهل ژاپن بود.